# Euodynerus afghanicus
Euodynerus afghanicus är en stekelart som beskrevs av Blüthgen 1961. Euodynerus afghanicus ingår i släktet kamgetingar, och familjen Eumenidae. Inga underarter finns listade i Catalogue of Life.